# Georg Schrimpf
Georg Schrimpf, född 13 februari 1889 i München, död 19 april 1938 i Berlin, var en tysk målare och grafiker. Hans verk räknas till den nya sakligheten.

## Liv och gärning
Georg Schrimpf hade bakgrund som sockerbagare och var självlärd som tecknare och målare.
Efter att ha skadats i första världskriget 1915 ställde han ut på konstgalleri första gången 1916. Under revolutionen 1918 deltog han i demonstrationer och var ett kort tag medlem i Tysklands kommunistiska parti samt var med och bildade en handlingskommitté för revolutionära konstnärer, vilket han fängslades för.
I början av 1920-talet utvecklade han sin naiva stil i nysaklig riktning genom influenser från senmedeltidens konst och italienskt metafysiskt måleri. I mitten av 1920-talet hade han utvecklat ett elegiskt-idylliskt och ofta melankoliskt bildspråk med mjukare kanter och varmare färger än tidigare. Hans motivval där fönster och människor sedda bakifrån var vanliga knöt an till romantiken, och han grupperades med kolleger som Heinrich Campendonk, Alexander Kanoldt, Franz Lenk och Franz Radziwill under beteckningen Neue Deutsche Romantik.
Efter NSDAP:s maktövertagande 1933 betraktade den nya regimen initialt denna falang inom den nya sakligheten som något positivt och Schrimpf belönades med en professorstjänst vid en statlig konstskolan i Berlin-Schöneberg. Detta fick ett slut 1937 när Schrimpfs politiska aktiviteter efter första världskriget föranledde att allt som fanns av honom på tyska museer beslagtogs som entartete Kunst. Det var 35 grafiska blad, mestadels träsnitt, varav 5 noterades som zerstört [förstörda] efter värdering, och ytterligare 9 var illustrationer av Eduard Mörikes dikter i en bok som förvarats på ett museum. Utöver detta beslagtogs 6 oljemålningar som alla byttes bort eller såldes. Inga av Sschrimpfs bilder visades på någon av de drabbande Entartete Kunst-utställningarna, men Schrimpf sades upp från sin tjänst och avled bara några månader senare av hjärtsvikt.

## Bildgalleri

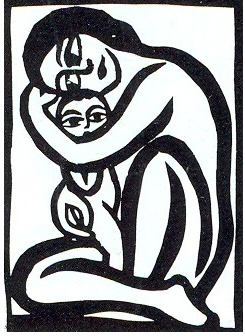
Frau mit Kind (1917-1918), träsnitt, 10.6 × 11.8 cm. Beslagtaget på fyra museer 1937. Ett exemplar förstördes.
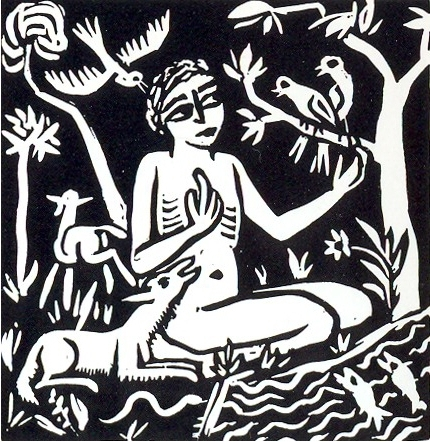
Franz von Assisi (1918), träsnitt, 9.5 × 9.2 cm. Beslagtaget på två museer.
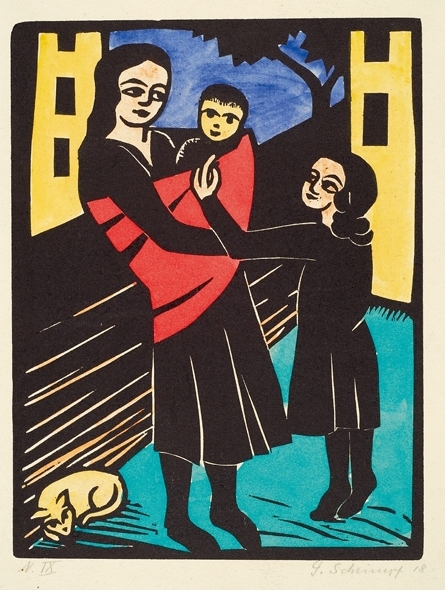
Kinder im Hof (1918), färgträsnitt, 23 x 17 cm. Beslagtaget på två museer.

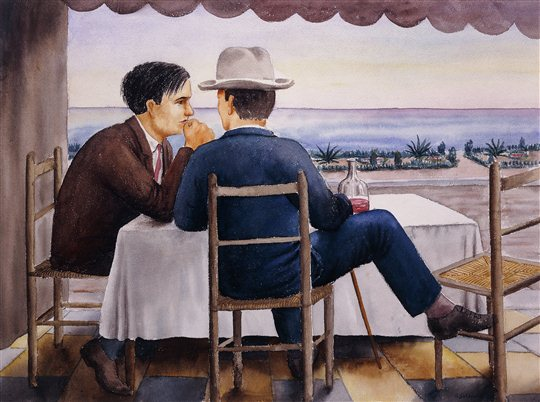
Självporträtt (c:a 1930). Schrimpf är mannen till vänster.
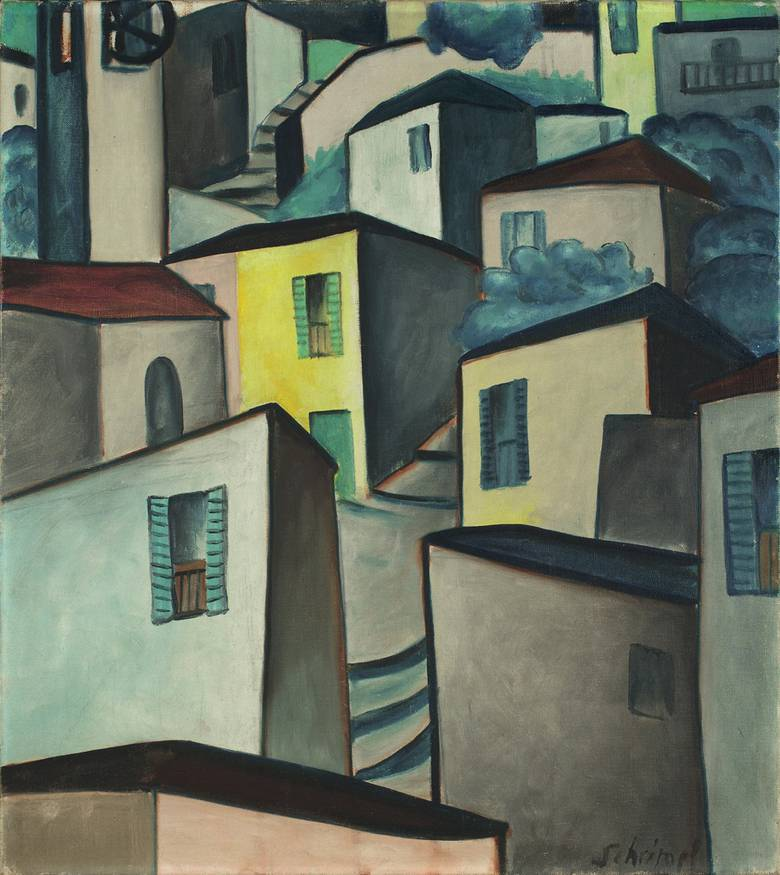
Porto Ronco (1917)
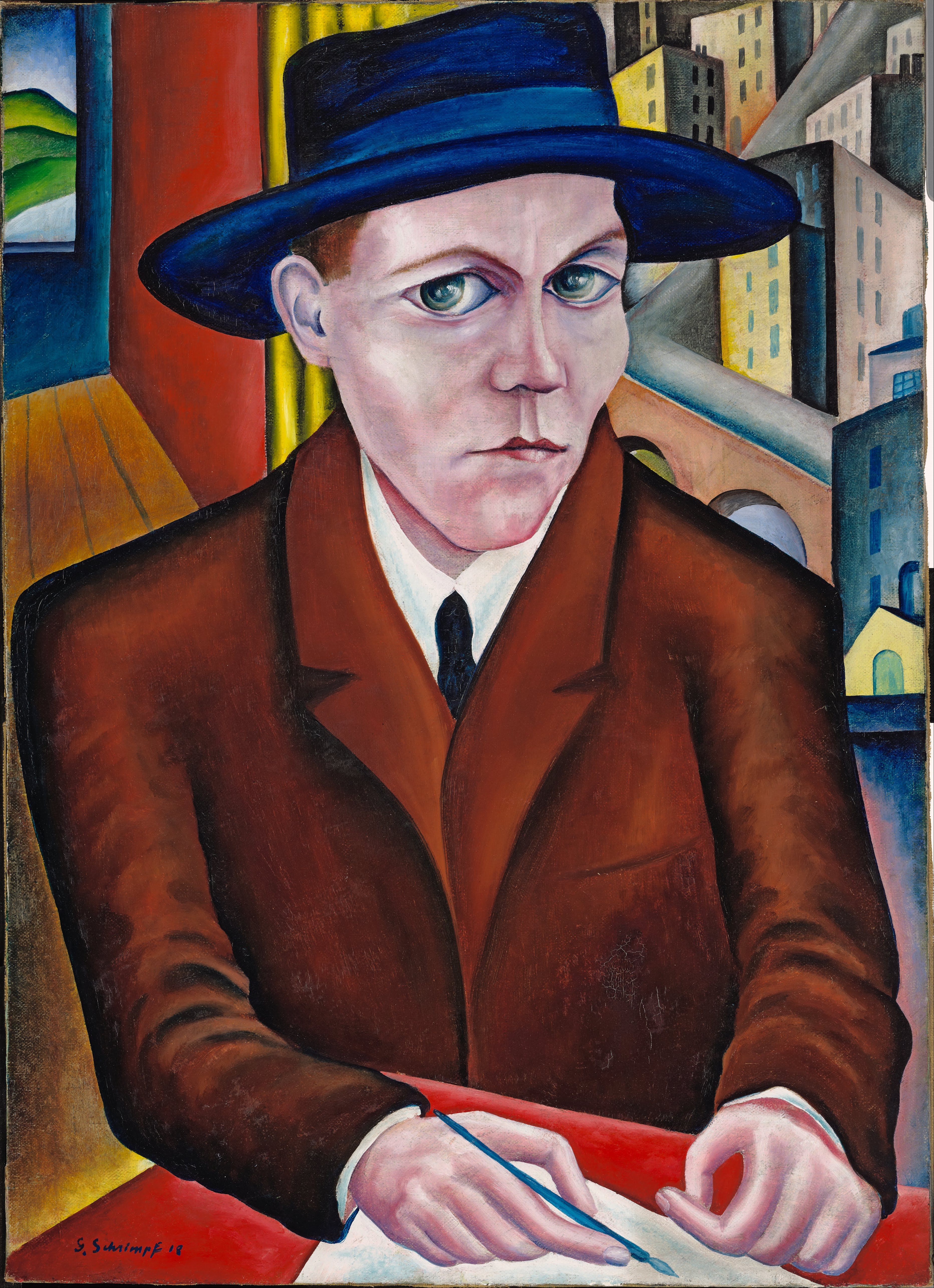
Porträtt av Oskar Maria Graf (1918)
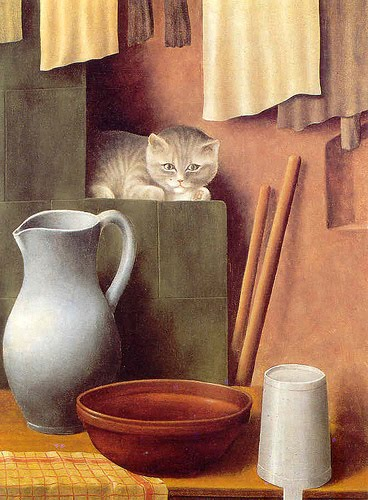
Stillleben mit Katze (Ofenecke) (1923)
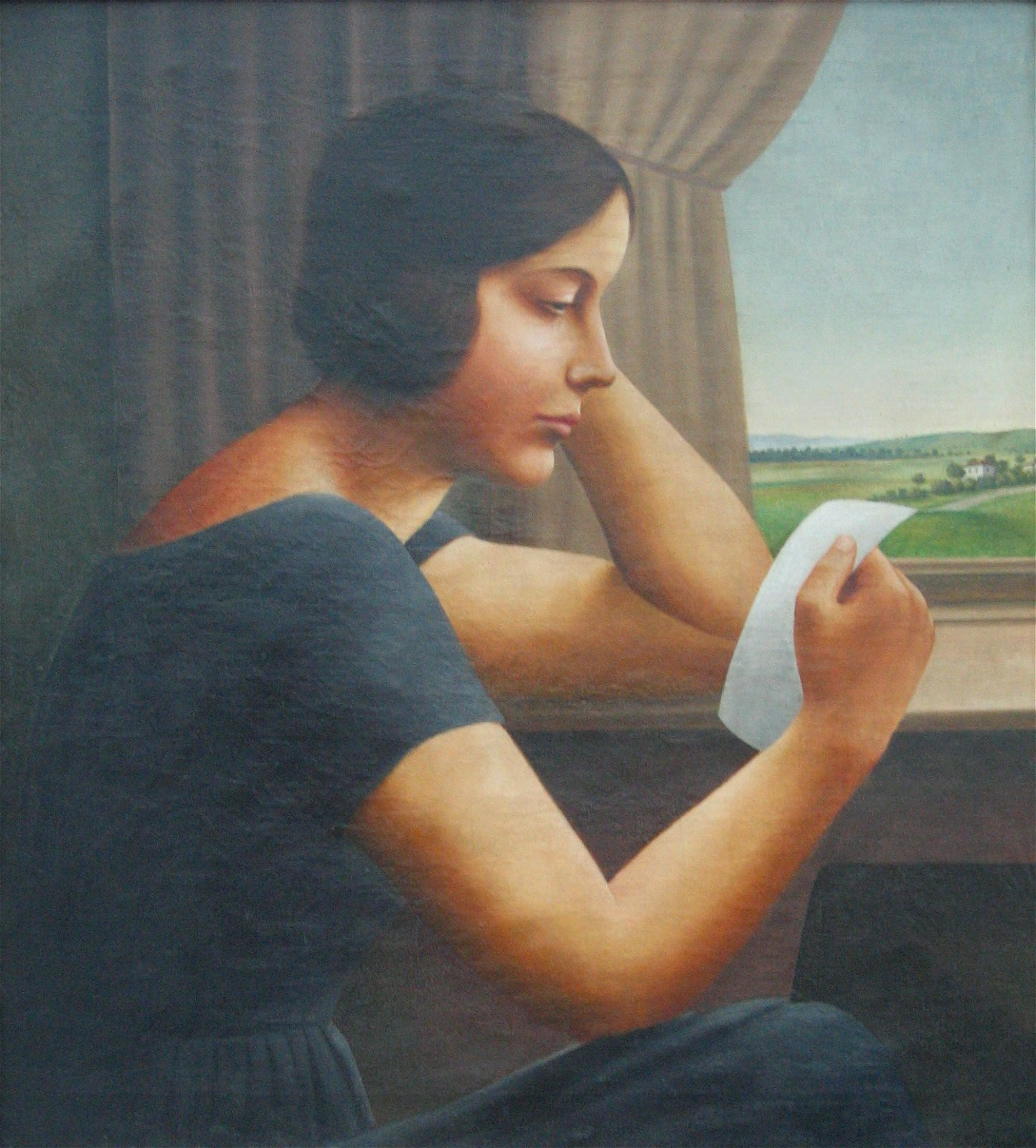
Martha (1925)
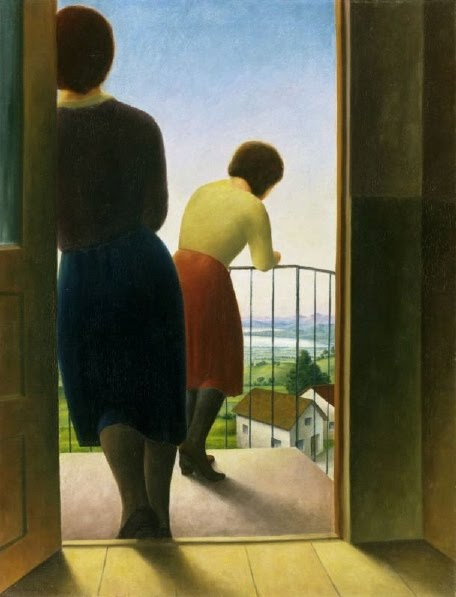
Auf dem Balkon (1927), beslagtagen 1937, såld 1939 till Kunstmuseum Basel där den ännu finns.